# Giovanni Battista Sammartini
Ne pas confondre avec les compositeurs Giovanni Battista Martini
Giovanni Battista Sammartini (né vers 1700 à Milan et mort dans la même ville le 15 janvier 1775) est un compositeur italien de la période baroque et de la période classique, cofondateur de l'école symphonique de Milan.

## Biographie
Giovanni Battista Sammartini est l'un des fils d'un hautboïste français installé à Milan, Alexis Saint-Martin. Il fut l'un des musiciens les plus célèbres de son époque, animateur de la vie musicale de Milan : organiste, maître de chapelle, directeur d’académie. Parmi ses élèves figure le compositeur allemand mort en Autriche (Vienne) Christoph Willibald Gluck.
Compositeur prolifique, il écrivit de la musique d’église, des concertos, des sonates, des trios, quatuors et quintettes, ainsi que de la musique de scène.
Il a été l'un des créateurs de la symphonie classique. Nous connaissons aujourd’hui plusieurs dizaines de symphonies qui portent son nom, mais beaucoup de ses œuvres ont disparu. Il est possible que des symphonies attribuées à Haydn soient en réalité de Sammartini. Il est, avec Antonio Brioschi, le cofondateur de l'école symphonique de Milan qui compte en ses rangs Ferdinando Galimberti, Giovanni Battista Lampugnani, Francesco Zappa, Fortunato Chelleri et Andrea Zani.
Son frère aîné  Giuseppe était hautboïste et compositeur.

## Quelques œuvres
Pour identifier les œuvres de Sammartini on utilise le numéro d’opus ou le numéro du catalogue thématique JC (établi par Jenkins et Churgin).

### Opéras et œuvre assimilée
- Memet, drame en trois actes, 1732, Lodi
- L'ambizione superata dalla virtù (« L'ambition surpassée par la vertu », 26 décembre 1734, Teatro Regio Ducale, Milan), drame en trois actes
- L'Agrippina, moglie di Tiberio (« Agrippine, femme de Tibère », Janvier 1743, Teatro Regio Ducale, Milan), dramma per musica (« drame en musique ») en trois actes,
- La gara dei geni (« Le concours des génies », cantate représentée le 28 Mai 1747 au Teatro Regio Ducale, Milan), componimento drammatico (« composition dramatique », dont seul un aria subsiste)

### Oratorio et cantates
- Un oratorio : Le figlie di Sion (« Les filles de Sion »), 1758, Milan
- Huit cantates profanes

### Œuvres sacrées (16)
- Messes
- Psaumes
- Litanies
- Magnificat
- Te Deum

### Sonates
- pour clavecin
- pour orgue
- pour violoncelle
- pour violon
- pour flûte
- Sonates en trio (par exemple pour flûte, violon et basse continue)

### Concertos
- pour violoncelle et flûte piccolo
- pour violon
- pour flûte à bec
- pour orgue (ex. : opus 9. London, 1754)

### Symphonies
- Environ soixante-dix